# Frontera entre Francia y Suiza
La frontera entre Francia y Suiza se extiende sobre 572 kilómetros de longitud, al este de Francia y al oeste de Suiza.

## Características
Comienza en el triple punto Alemania-Francia-Suiza (47° 35 '23 'N, 7 ° 35 '21' E), ubicada en el medio del Rin, en los municipios de Weil am Rhein (Alemania, estado de Baden-Wurtemberg), Huningue (Francia, departamento de Haut-Rhin) y la ciudad de Basilea (Suiza, cantón de Basilea). Esto está simbolizado por el Dreiländereck, un monumento ubicado a unos 150 metros al sureste en territorio suizo.
La frontera sigue una dirección general hacia el suroeste a través del macizo del Jura, hasta los alrededores de Ginebra. Entre Meyrin y Saint-Genis-Pouilly, la frontera pasa por los edificios e instalaciones de la Organización Europea para la Investigación Nuclear (CERN), incluido el túnel del gran colisionador de hadrones (LHC). Luego pasa por alto la ciudad que pasa por el Ródano antes de llegar a la orilla sur del lago Léman, entre Chens-sur-Léman (Francia) y Hermance (Suiza). Luego, la frontera pasa por el medio del lago durante unos cincuenta kilómetros, antes de llegar a la costa cortando la aldea de Saint-Gingolph. Toma entonces una dirección general hacia el sur a través de los Alpes.
Termina en el sur en el punto de Francia-Italia-Suiza (45° 55' 21″ N, 7° 02' 38″ E), unas decenas de metros al noroeste de la cima del Mont Dolent (3 820 m sobre el nivel del mar), en la comuna francesa de Chamonix-Mont-Blanc (departamento de Haute-Savoie), el municipio italiano de Courmayeur (Valle de Aosta) y el municipio suizo de Orsières (cantón de Valais).
La frontera corre a lo largo de ocho cantones suizos (Basilea-Campiña, Basilea-Ciudad, Soleura, Jura, Neuchâtel, Vaud, Ginebra y Valía) y seis departamentos franceses (Alto Rin, Belfort, Doubs, Jura, Ain y Haute-Savoie) de tres regiones francesas (Gran Este, Borgoña-Franco Condado y Auvernia-Ródano-Alpes). Desde el Congreso de Viena de 1815, la ruta ha sido modificada varias veces, por ejemplo en el valle de Dappes por el tratado de Dappes, o un siglo más tarde para que la pista del aeropuerto de Ginebra quedara en Suiza, o que la frontera pase más cerca de la aduana entre la autopista suiza A1 y la autopista francesa A41.

## Historia
Desde el valle de Dappes hasta los pies del Noirmont, la frontera se basa en el antiguo límite entre la diócesis de Lausana y la arquidiócesis de Besanzón del siglo trece, con algunas excepciones. Notablemente Jougne se encuentra actualmente en Francia, mientras que en 1228, el municipio estaba en la diócesis de Lausana para la circunscripción eclesiástica y en el obispado de Lausana para el distrito temporal.
El tratado de Thonon, firmado el 4 de marzo de 1569, delimitó en el Chablais la frontera entre el cantón de Valais y el ducado de Saboya.

### Demarcación

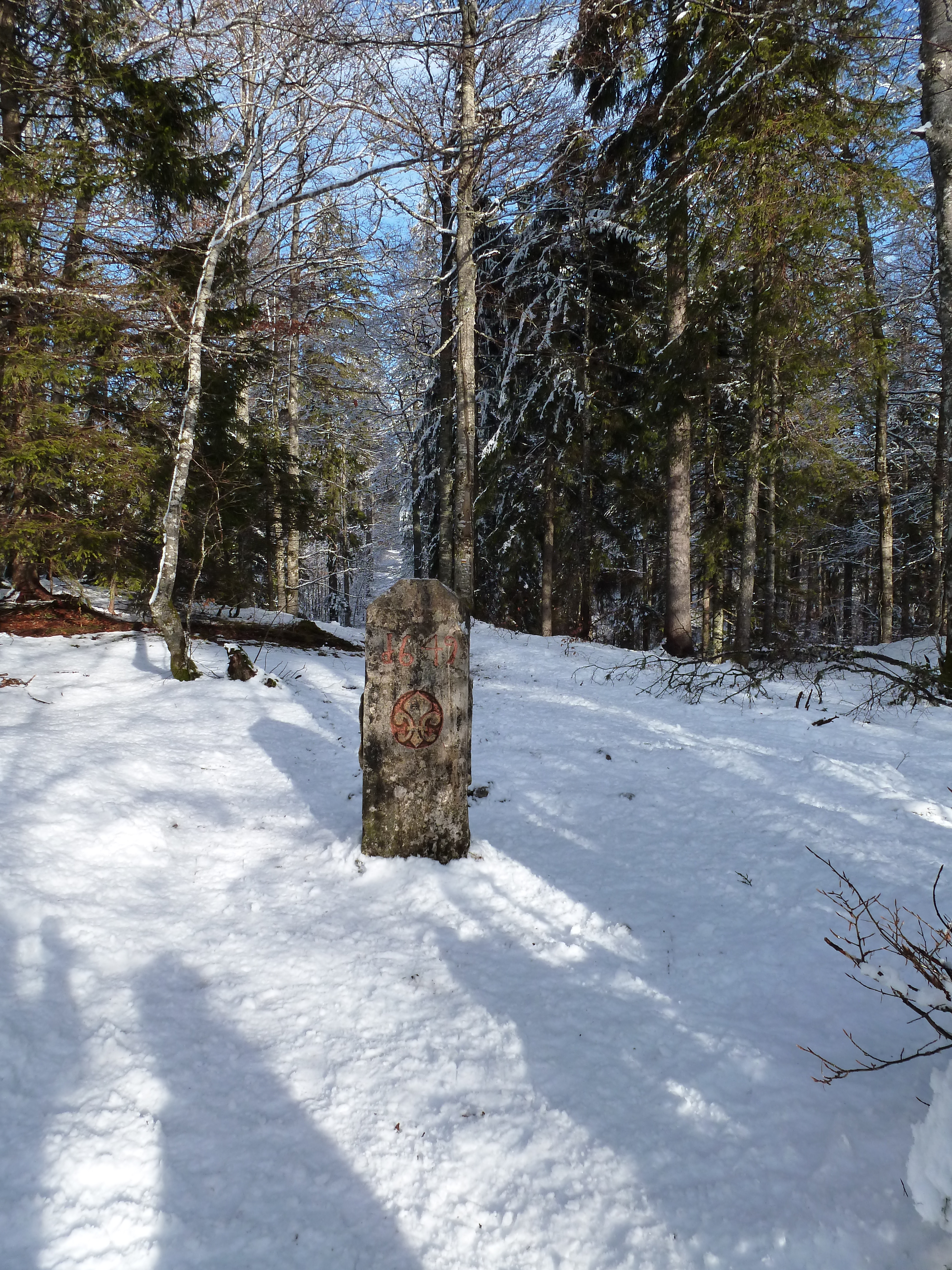
Hito 186 de la frontera franco-suiza entre Chapelle-des-Bois (Doubs) y Le Brassus (Vaud)

La delimitación es el resultado de una sucesión de tratados o acuerdos bilaterales entre los dos países (1780, 1816, 1824, 1826, 1891), completados por numerosos intercambios de territorios (1862, 1953, 1959, 1963, 1977, 1984, 1996, 2002). La Convención del 10 de marzo de 1965, especifica en particular las condiciones de demarcación y mantenimiento de la frontera. El artículo 1 de esta convención establece que «la demarcación de la frontera, tal como se define en los acuerdos internacionales vigentes entre los dos Estados, debe establecerse y mantenerse de manera tal que la ruta esté claramente determinada y pueda ser ser visto en todo momento y en toda su extensión».
En Francia, es el Ministerio del Interior el que se encarga del mantenimiento de las fronteras físicas del país, y está representado en los departamentos fronterizos por los delegados de demarcación. En Suiza, es el topógrafo cantonal el que desempeña la misma función, en coordinación con el servicio de catastro cantonal y bajo la supervisión de la Dirección Federal de Inspección Catastral. Los representantes de los dos países se encuentran en las comisiones conjuntas de publicación (anuales o bienales), que se celebran alternativamente en Francia y en Suiza, para el desarrollo de un plan de distribución para el trabajo que realizarán los agentes a cargo, y la distribución equitativa de los gastos ocasionados por esta obra. En Francia, el Ministerio del Interior asigna unos 30.000 euros de créditos específicos denominados «demarcación y mantenimiento de la frontera»', abiertos cada año sobre su presupuesto.
Durante mucho tiempo, los métodos de cálculo topográfico diferían de un país a otro, hoy las cosas son mucho más fáciles. Las coordenadas suizas y francesas fueron reemplazadas por coordenadas europeas únicas. Se envió a Francia un archivo de coordenadas de 2 930 puntos extraído del sistema de información geográfica de la Oficina Federal de Topografía.
La encuesta oficial de fronteras, que se completará en 2016, se basa en estas nuevas coordenadas en el Estándar Europeo Geodésico ETRS89 (European Terrestrial Reference System 1989). Este trabajo se lleva a cabo en el marco del proyecto europeo «State boundaries of Europa» (Límites nacionales europeos), lanzado en 2004 por la asociación europea EuroGeographics, que reúne a 55 agencias nacionales de cartografía, y cuyo objetivo es armonizar los archivos utilizados por las distintas agencias.